# Richard Brix
Heinrich Otto Richard Brix (* 24. Februar 1831 in Berlin; † 30. Dezember 1895 ebenda) war ein preußischer Oberst und Militärschriftsteller.

## Leben
Er war der Sohn des Geheimen Oberregierungsrates Adolf Brix und dessen Ehefrau Elisabeth, geborene Devaranne.
Brix trat am 22. März 1849 in die 3. Artilleriebrigade der Preußischen Armee ein und besuchte 1851/53 die Vereinigte Artillerie- und Ingenieurschule. Er avancierte Anfang Dezember 1851 zum Sekondeleutnant und wurde nach seinem erfolgreichen Abschluss Ende Oktober 1853 zum Artillerieoffizier ernannt. Mit der Versetzung am 27. Februar 1858 zum 3. Ulanen-Regiment (Kaiser von Rußland) wechselte er zur Kavallerie über. Brix absolvierte zur weiteren Ausbildung 1857/60 die Allgemeine Kriegsschule in Berlin und wurde während dieses Kommandos unter Versetzung in das 2. Ulanen-Regiment am 31. Mai 1859 zum Premierleutnant befördert. Daran schloss sich für zwei Jahre seine Kommandierung zur Topographischen Abteilung des Generalstabes der Armee ein. Brix avancierte am 7. Juni 1866 zum überzähligen Rittmeister und befand sich während des folgenden Krieges gegen Österreich in Oberschlesien.
Nach Kriegsende wurde Brix als Chef der 1. Eskadron in das neuformierte Ulanen-Regiment Nr. 15 unter Oberstleutnant Gustav Hermann von Alvensleben nach Perleberg versetzt. In dieser Eigenschaft beteiligte er sich am Krieg gegen Frankreich und wurde am 16. August 1870 in der Schlacht bei Mars-la-Tour leicht verwundet. Er erhielt am 6. September 1870 den Charakter als Major. Für sein Wirken während des Krieges wurden ihm neben beiden Klassen des Eisernen Kreuzes, das Ritterkreuz I. Klasse des Bayerischen Militärverdienstordens mit Schwertern sowie das Mecklenburgische Militärverdienstkreuz II. Klasse verliehen.
Nach dem Friedensschluss erhielt Brix am 16. März 1872 das Patent zu seinem Dienstgrad und wurde am 26. Oktober 1872 als etatmäßigen Stabsoffizier in das 2. Hannoversche Dragoner-Regiment Nr. 16 nach Lüneburg versetzt. Am 30. Mai 1876 erfolgte seine Ernennung zum Vorsteher der Geheimen Kriegskanzlei im Kriegsministerium. Zu seinem Verantwortungsbereich gehörte die Herstellung der Rangliste der Preußischen Armee, von der er alljährlich dem deutschen Kaiser das erste Exemplar persönlich überreichen durfte. In den folgenden Jahren stieg er am 18. April 1878 zum Oberstleutnant auf und erhielt am 13. September 1882 den Charakter als Oberst. Zudem wurde er bis zu seinem Tod mit dem Roten Adlerorden III. Klasse mit Schleife und dem Kronen-Orden II. Klasse ausgezeichnet. Außerdem erhielt Brix die Erlaubnis zur Annahme der Komturkreuze des Ordens vom Zähringer Löwen, des Herzoglich Sachsen-Ernestinischen Hausordens, des Friedrichs-Ordens, des Hausordens der Wendischen Krone und der Insigne des Hausordens Albrechts des Bären.
Brix veröffentlichte über seine gesamte Militärkarriere zahlreiche Bücher zur Militärgeschichte.

## Schriften
- Beschreibung des Materials und der Organisation der Kaiserlich Russischen Feld-Artillerie. Mittler & Sohn, Berlin 1856 (Digitalisat)
- Die Kaiserlich Russische Armee in ihrem Bestande, ihrer Organisation, Ausrüstung und Stärke im Kriege und Frieden am 1. Januar 1863. Verlag B. Behr's Buchhandlung, Berlin 1863 (Digitalisat)
- Das Oesterreichische Heer in seiner Organisation und Stärke, Uniformierung, Ausrüstung und Bewaffnung und in seinen taktischen Formationen im Jahre 1866. Verlag B. Behr's Buchhandlung, Berlin 1866.
- Gedanken über die Organisation, Ausbildung und Verwendung der Cavallerie bei der modernen Kriegführung. Mittler & Sohn, Berlin 1881.

## Weblink
- Brix, Richard. In: Deutsche Biographie (Index-Eintrag).